# 頭蓋骨骨折

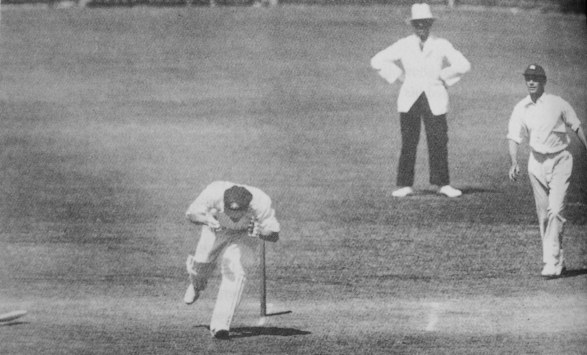
1933年、オーストラリアのクリケット選手バート・オールドフィールドはテストマッチ中に頭蓋骨骨折を発生

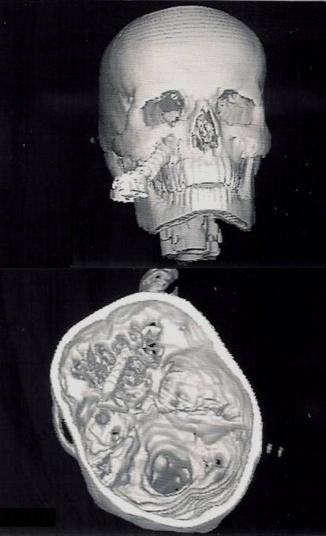
ドライバー貫通により頭蓋底が深刻な外傷を受けた場合 （CT）

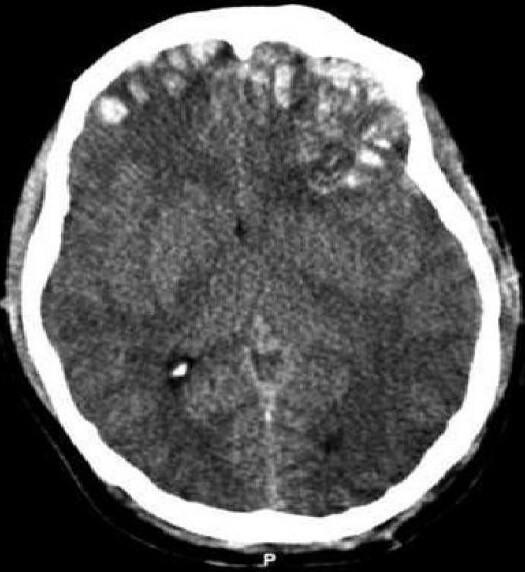
頭頂骨から大後頭孔へかけての頭蓋骨骨折、体腔壁および側頭骨の粉砕骨折により、体腔壁、側頭葉などの挫傷とともに硬膜下血腫を生じた脳 （GCS14点、術前CT）

頭蓋骨骨折（とうがいこつこっせつ、英：skull fracture、独：Schädelfraktur）とは、頭蓋骨の骨折であり、頭蓋円蓋部骨折と頭蓋底骨折の2つに分けられ、前者はさらに線状骨折、陥没骨折、粉砕骨折の3つに分けられる。一般には「ずがいこつこっせつ」と読むことが多い。

## 頭蓋円蓋部骨折

### 線状骨折
頭蓋内に異常が無く、単に頭蓋骨の線状骨折だけであれば手術は不要であり、そのまま保存的に経過を見る。ただ、乳幼児では進行性頭蓋骨折（発育性頭蓋骨折）となることがあるため注意を要する。またいずれの場合も頭蓋内血腫の発生に注意する必要があり、特に中硬膜動脈や静脈洞を横断する骨折がある場合には硬膜外血腫が発生することがある。

#### 進行性頭蓋骨折
乳幼児、特に1歳未満における頭蓋骨骨折は進行性に骨折線が離開し、その辺縁が外方へ膨隆して皮下に髄液が貯留することがあり、これを進行性頭蓋骨折(growing skull fracture)という。乳幼児の頭蓋骨内面は硬膜と密に癒着しており、骨折と同時に硬膜の裂傷を生じる場合が多い。硬膜裂傷部から髄液が頭蓋軟部組織中に流出し貯留した状態を偽性髄膜瘤(spurious meningocele)という。乳幼児の硬膜外層は骨形成に重要な骨膜としての役割を担うため、骨折断端部は内外面の骨膜が剥離して栄養障害に陥る。乳幼児の頭蓋骨は軟らかく、また脳の拍動が骨膜の剥離した骨に直接伝わるので、骨組織の吸収を生じることが多い。皮下には、クモ膜の癒着によりクモ膜嚢胞が形成されることがあり、また受傷時に損傷を受けた可能性の高い脳表と癒着した肉芽組織が形成されることがある。治療は手術により硬膜および頭蓋骨の形成を施す。また、外傷性てんかんを生じやすいので抗痙攣剤を投与する。

### 陥没骨折
陥没骨折は頭蓋内腔に向けて陥没した骨折である。正確には、不全骨折として発生する場合には陥凹骨折といい、完全に連続性を失った場合に陥没骨折という。特に乳幼児では連続性を保ったまま限局的に陥凹する ping-pong ball 型もしくは変形性の derby-hat 型を呈することが多い。陥没骨折が開放性の場合、また脳に対する圧迫が明らかな場合には手術適応となる。手術法には挙上法、反転法、あるいは人工骨による頭蓋形成術が行われる。

#### 頭蓋形成術
外傷、感染、腫瘍、また脳浮腫への外減圧術などにより、頭蓋骨に変形、欠損が生じた場合に、手術を行い、外見上正常な頭蓋骨をもつように形成術を施すことを頭蓋形成術（英：cranioplasty、独：Kranioplastik）という。脳保護の他に、低髄液圧症候群（脳脊髄液減少症）防止の目的、美容上の目的などがある。形成時に用いる材質には保存自家頭蓋骨、自家腸骨、自家肋骨、金属（タンタル、ステンレススチール、チタンなど）、アクリル樹脂などがある。それぞれ適不適があるものの、アクリル樹脂を用いることが多い。

### 粉砕骨折
粉砕骨折とは骨折片がいくつにも分かれたものをいうが、粉砕骨折が開放性であれば複雑骨折に属し、陥没していれば陥没骨折に属し、非開放性で陥没もない場合には線状骨折として扱う。

## 頭蓋底骨折
頭蓋底骨折（英：skull base fracture、独：Schädelbasisfraktur）は一般に重症の頭部外傷に伴うことが多いが、比較的軽度の外傷によって生じることもある。頭蓋底には多くの脳神経孔、血管孔、骨縫合線があり、ほとんどの頭蓋底骨折はこれらに向かう。好発部位は前頭蓋底では篩骨板、中頭蓋底ではトルコ鞍周囲、岩様骨であり、後頭蓋底では岩様後頭裂部、大孔周辺などである。骨折の部位に応じて鼻出血、耳出血、髄液鼻漏、髄液耳漏、脳神経の損傷、頭蓋内気腫などの病態を生ずる場合が有る。なお、頭蓋内気腫については多くの場合、髄液漏に伴って起こるものである。
前頭蓋底骨折を示唆する局所所見としては、出血が皮下組織の比較的粗い眼瞼周辺に集まり、眼瞼が腫脹、変色する black eye がある。また、中頭蓋底の錐体骨骨折の徴候としては、乳様突起耳介後部の皮下腫脹変色（バットル徴候 Battle's sign）が見られることがある。治療の際は開放性頭部外傷の扱いとして強力に抗菌薬の投与を行い、続発する合併症に対してはそれぞれの病態に応じて対処する。

## 迷路骨折
側頭骨骨折のうち、骨折線が迷路骨包を横切るものを迷路骨折（英：fracture of labyrinth、独：Labyrinthfraktur）という。側頭骨骨折は縦骨折と横骨折とに分けられるが、横骨折は迷路に損傷を与える。骨折線は内耳道から前庭や蝸牛を横断することが多く、この場合には内耳神経だけでなく膜迷路をも断裂して高度の難聴やめまいを引き起こす。骨折線が鼓室粘膜を破砕した場合には内耳液が漏出する。また、炎症が生じると細菌性迷路炎(bacterial labyrinthitis)となり、髄膜炎などを招いて致死的経過を辿る場合もある。内耳の損傷は線維化、骨新生など回復不可能な病的変化を続発することが多く、難聴の予後は悪い。